# Dimetilacetamid
Dimetilacetamid (DMA) je organsko jedinjenje sa formulom . Ovo bezbojno jedinjenje se meša sa vodom. Ono ima visoku tačku ključanja. Koristi se kao polarni rastvarač u organskoj sintezi. DMA se meša sa većinom drugih rastvarača, mada je slabo rastvoran u alifatičnim ugljovodonicima.

## Sinteza, reakcije, primena
DMA se priprema reakcijom dimetilamina sa anhidridom sirćetne kiseline i estrima sirćetne kiseline. Dehidracija soli dimetilamina i sirćetne kiseline je alternativni sintetički put:
Hemijske reakcije dimetilacetamida su tipične za N,N-disupstituisane amide. On se hidroluje u prisustvu kiselina:
On je otporan na baze. Iz tog razloga je DMA koristan rastvarač za reakcije u kojima učestvuju jake baze poput natrijum hidroksida.